# Полицейская академия 5: Место назначения — Майами-Бич
«Полицейская академия 5: Место назначения — Майами-Бич» (англ. Police Academy 5: Assignment Miami Beach) — американская комедия 1988 года режиссёра Алана Майерсона. Это пятая часть франшизы «Полицейская академия», выпущенная 18 марта 1988 года. Фильм получил рейтинг PG за ненормативную лексику и непристойный юмор. Стив Гуттенберг не смог сняться в этом фильме из-за конфликта в расписании со съемками «Трое мужчин и младенец». Вместо этого создатели фильма решили взять Мэтта Маккоя в качестве нового персонажа.
Слоган «Hold everything! The cadets are dropping in on Miami Beach for an all new adventure.»

## Сюжет
Капитан Таддеус Харрис и его подручный Карл Проктор проникают в кабинет комиссара Херста с целью раздобыть какой-либо компромат на коменданта Эрика Лассарда, место которого Харрис хочет занять. Им везёт, когда они находят досье Лассарда, из которого узнают, что ещё год назад Лассард достиг пенсионного возраста, а следовательно он должен уйти в отставку. Харрис передаёт эту информацию в отдел кадров, и на следующий день, во время выпуска новых полицейских, комиссар Херст сообщает, что Лассард отправлен в отставку в связи с достижением пенсионного возраста, а также что Лассарда будут чествовать в Майами-Бич как лучшего полицейского десятилетия. Новость об отставке сильно расстраивает Лассарда, однако его курсанты Ларвелл Джонс, Мозес Хайтауэр, Юджин Тэклбери, Лаверн Хукс, Дебби Каллахан и Томас Конклин уговаривают коменданта не вешать нос. Это подбадривает Лассарда, и он решает с гордостью поехать в Майами-Бич, чтобы перед выходом на пенсию хорошо повеселиться. Он также приглашает курсантов с собой. Харрис и Проктор также собираются лететь в Майами-Бич. По приказу Харриса Проктор звонит в аэропорт, чтобы забронировать места в первом классе, но по ошибке звонит в кабинет Лассарда, где в это время находятся офицеры, которые, в отместку за Лассарда, бронируют Харрису и Проктору отдельный самолёт, который, как оказалось, перевозил скот. В результате Харрису и Проктору приходится лететь в окружении множества животных.
Тем временем трое бандитов, во главе с их боссом Тони, грабят ювелирный магазин. Все похищенные бриллианты они прячут в телекамере и также летят в Майами-Бич. По иронии судьбы они летят в одном самолёте с офицерами академии. А в аэропорту Майами-Бич они случайно сталкиваются с Лассардом и, опять же случайно, путают сумки. В результате в руки Лассарда попадает сумка с бандитской телекамерой, а в руки бандитов сумка Лассарда. В этом же аэропорту офицеров встречает племянник Лассарда — сержант Ник Лассард и глава полицейского департамента Майами-Бич комиссар Мердок, который говорит Лассарду, что ему приготовлен сюрприз. Далее офицеры поселяются в шикарном отеле и начинают весело отдыхать. Во время отдыха Ник знакомится с симпатичной полицейской Кейт, к которой начинает испытывать симпатию.
Тем временем банда Тони приезжает к их боссу. Однако в сумке, в которой должна была быть телекамера, они находят только аквариум с рыбкой Лассарда. Босс даёт Тони 24 часа на то, чтобы вернуть бриллианты. Бандиты Тони, поняв, что их сумка у Лассарда, начинают искать его по всем отелям и вскоре находят. Однако к этому времени Лассард уже нашёл в своей сумке неизвестную телекамеру и теперь ходит с ней, не расставаясь. Бандиты пытаются разными способами выкрасть у Лассарда телекамеру, но у них ничего не получается. Тогда Тони, будучи в отеле, пытается силой вырвать камеру у Лассарда. Во время этой драки из камеры выпадают бриллианты. Бандиты, поняв, что они раскрыты, выхватывают пистолеты и, собрав бриллианты и взяв в заложники Лассарда, скрываются в лифте отеля. При этом Лассард думает, что это и есть «сюрприз» Мердока, а похищение разыграно, поэтому он не сопротивляется и даже помогает бандитам советами. Например, он советует им подняться к нему в номер и там потребовать на крышу вертолёт, с помощью которого можно будет добраться до порта.
В это время офицеры полиции разрабатывают план спасения Лассарда. Харрис разрабатывает план, по которому Джонс, Хайтауэр, Тэклберри, Хукс, Каллахан, Ник, Конклин и Кейт ворвутся в номер Лассарда. Однако, когда офицеры проникают в номер, выясняется, что бандиты уже на крыше, куда, на час раньше, прилетел вертолёт. Офицеры догадываются, что это проделки Харриса. В это время Харрис и Проктор уже ожидают бандитов на крыше с оружием наготове, и, когда бандиты поднимают руки вверх, Харрис приказывает Проктору поднять их оружие. Но из-за неуклюжести Проктора бандитам удаётся взять в заложники ещё и Харриса, после чего они садятся в вертолёт и улетают в порт, где пересаживаются в катер и отправляются к яхте своего босса. По прибытии туда босс приказывает Тони убить Лассарда и Харриса как свидетелей. При этом Лассард по-прежнему думает, что это розыгрыш. В этот момент появляются офицеры академии на катерах, которые вступают в бой с бандитами. Однако Тони, взяв бриллианты и Лассарда, угоняет один из катеров и уплывает. Ник, Кейт, Джонс и Тэклберри отправляются за ним. Хайтауэр, Хукс, Каллахан и Конклин сражаются с бандитами на берегу и вскоре всех арестовывают. Во время драки освободившийся Харрис случайно падает в реку, где на него нападает аллигатор, однако Хайтауэр, бросившись в воду, спасает Харриса. Тем временем Ник, Кейт, Джонс и Тэклберри, преследуя Тони, загоняют его в тупик. Но Тони берёт на прицел Лассарда, всё ещё считающего, что это розыгрыш. Ник говорит дяде, что бандиты настоящие, и тогда Лассард ловко обезвреживает Тони и возвращает бриллианты.
После возвращения домой Хайтауэра, за спасение Харриса, повышают до лейтенанта. А комиссар Херст сообщает, что Лассарду за проявленный героизм разрешают остаться на посту коменданта академии и возглавлять её до тех пор, пока он сам не захочет уйти на пенсию, чем очень сильно огорчает Харриса.

## В ролях
- Майкл Уинслоу — сержант Ларвелл Джонс
- Дэвид Граф — сержант Юджин Теклбери
- Бубба Смит — сержант/лейтенант Мозес Хайтауэр
- Мэрион Рэмси — сержант Лаверн Хукс
- Лесли Истербрук — лейтенант Дебби Каллахан
- Таб Такер — Томас Хаус Конклин
- Джордж Гейнс — ректор Эрик Лассард
- Джордж Бэйли — капитан Таддеус Харрис
- Лэнс Кинси — лейтенант Проктор
- Джордж Р. Робертсон — комиссар Херст
- Мэтт МакКой — сержант Ник Лассард
- Джанет Джонс — Кейт
- Рене Обержонуа — Тони

## Прием

### Театральная касса
Полицейская академия 5: Место назначения — Майами-Бич дебютировал на 1 месте по кассовым сборам, когда он вышел в прокат 18 марта 1988 года с валовым доходом в 6 106 661 доллар за выходные. В дальнейшем он заработает 19 510 371 доллар в прокате внутри страны и 54 499 000 долларов во всем мире.

### Критический ответ
Пятая полицейская академия получила крайне негативные отзывы критиков и зрителей. На Rotten Tomatoes фильм имеет рейтинг 0% на основе 6 обзоров. На Metacritic фильм получил оценку 18% на основе отзывов 10 критиков, что указывает на «полную неприязнь». Зрители, опрошенные CinemaScore, поставили фильму оценку B.
Джин Сискел из Chicago Tribune поставил фильму ноль звезд, сообщив: «Я ни разу не смеялся за весь фильм - ни над фарсом, ни над юмором, который преподносится на дошкольном уровне». Критик Tribune Дэйв Кер присудил одну звезду из четырех, назвав приколы «грубыми и буквальными». Сюжет не может скрыть этого». Майкл Уилмингтон из Los Angeles Times считает, что фильм лучше трех предыдущих сиквелов, но в шутках по-прежнему «ничего особенного». Рита Кемпли из Washington Post назвал это «пятиразрядной переработкой довольно замечательного оригинала». Найдж Флойд из The Monthly Film Bulletin назвал его «самым слабым на сегодняшний день, в то время как «приглашенные звезды» Ник Лассард и Кейт Стрэттон едва компенсируют сюжет из-за отсутствия Стива Гуттенберга и Бобкэта Голдтуэйта».

## Мелочи
- Съемки были временно приостановлены, когда ураган Флойд (1987) обрушился на южную Флориду в октябре 1987 года.
- Фонтенбло Майами-Бич также использовался как место съемок фильмов «Лицо со шрамом» (фильм 1983 года), «Голдфингер» (фильм) и так далее.
- В сценарии фильма и некоторых рекламных материалах персонаж Рене Обержонуа Тони указан с полным именем Тони Старк. Фамилия была отредактирована, потому что Warner Brothers узнали, что Тони Старк был зарегистрированным товарным знаком Marvel для использования в их Железном человеке (комикс).